# Tjalling Koopmans
Tjalling Charles Koopmans. (28 de agosto de 1910 - 26 de febrero de 1985) fue un economista y profesor neerlandés-estadounidense, laureado junto con el economista soviético Leonid Kantorovich con el premio Nobel en Ciencías Económicas en memoria de Alfred Nobel en 1975: «por sus contribuciones a la teoría de la asignación óptima de recursos».

## Biografía
Fue profesor en la Universidad de Yale desde 1955. Se especializó en la econometría y los problemas de asignación de recursos, tema que le valió en 1975 fue laureado con el Premio del Banco de Suecia en Ciencias Económicas en memoria de Alfred Nobel (compartido con Leonid Kantorovich).